# Red Lorry Yellow Lorry
Red Lorry Yellow Lorry är en engelsk rockgrupp, bildad i Leeds år 1981. Frontman är Chris Reed. Gruppen har utgivit fem studioalbum.

## Diskografi (urval)
Studioalbum
- Talk About the Weather (1985)
- Paint Your Wagon (1986)
- Nothing Wrong (1988)
- Blow (1989)
- Blasting Off (1992)